# Gligbeuadji
Gligbeuadji est une localité située au sud-ouest de la Côte d'Ivoire, et appartenant au département de San-Pédro, dans la Région du Bas-Sassandra.
La localité de Gligbeuadji est un chef-lieu de commune.